# تپه شاخوشین
تپه شاخوشین مربوط به دوره سلجوقیان است و در شهرستان کرمانشاه، بخش مرکزی، دهستان میان دربند، ۱۵۰ متری شمال روستای خوشینان وسطی، شرق جادهٔ آسفالته واقع شده و این اثر در تاریخ ۲۵ آبان ۱۳۸۷ با شمارهٔ ثبت ۲۳۸۶۲ به‌عنوان یکی از آثار ملی ایران به ثبت رسیده است.